# Cacatoès blanc
 (février 2017).
Cacatua alba
Espèce
Statut de conservation UICN

 EN A3cd : En danger
  (UICN 3.1) 
Statut CITES
Le Cacatoès blanc (Cacatua alba) est une espèce d'oiseau de la famille des Cacatuidae endémique de l'archipel des Moluques en Indonésie.

## Description
Le cacatoès à huppe blanche est un perroquet de grande taille, très proche du cacatoès des Moluques par l'aspect mais beaucoup plus petit par la taille, à ceci près que son plumage ainsi que sa grande huppe sont intégralement blancs sauf l'intérieur de la huppe, le dessous de la queue et l'intérieur des ailes qui sont jaunes.
Cet oiseau mesure entre 45 et 50 cm et pèse en moyenne 900 g. Ses pattes et son bec sont grisâtres entrant en contraste avec son plumage et sa huppe entièrement blancs. La femelle est plus petite que le mâle et a les yeux rouges contrairement au mâle qui les a marron. Les deux sexes possèdent une grosse crête érectile blanche. Sa longévité est généralement de 50 à 60 ans en captivité.

## Répartition et habitat
Cette espèce est endémique de la province des Moluques du Nord en Indonésie où elle est présente sur les îles de Halmahera, Bacan, Ternate, Tidore, Kasiruta et Mandiole. Elle vit dans les forêts primaires et secondaires ainsi que dans les plantations.

## Comportement
À l'état sauvage, on peut facilement entendre ses cris puissants et répétitifs. Il se déplace très haut, au-dessus des arbres et ne descend que rarement. Le Cacatoès à huppe blanche se déplace en général en bande de 20 oiseaux. Le cacatoès mâle a un comportement plus agressif que la femelle, qui est assez douce globalement.
En captivité, ce sont des oiseaux qui aiment se donner en spectacle et mobiliser toute l'attention. Pour ce faire, ils vont danser, chanter, culbuter, parfois crier excessivement. Ils ont aussi leurs moments de détente durant lesquels ils veulent être caressés et bercés.

## Alimentation
À l'état sauvage, son alimentation se compose de graines, de fruits et de racines. Il se nourrit également dans les champs et y fait des dégâts considérables.

## Reproduction

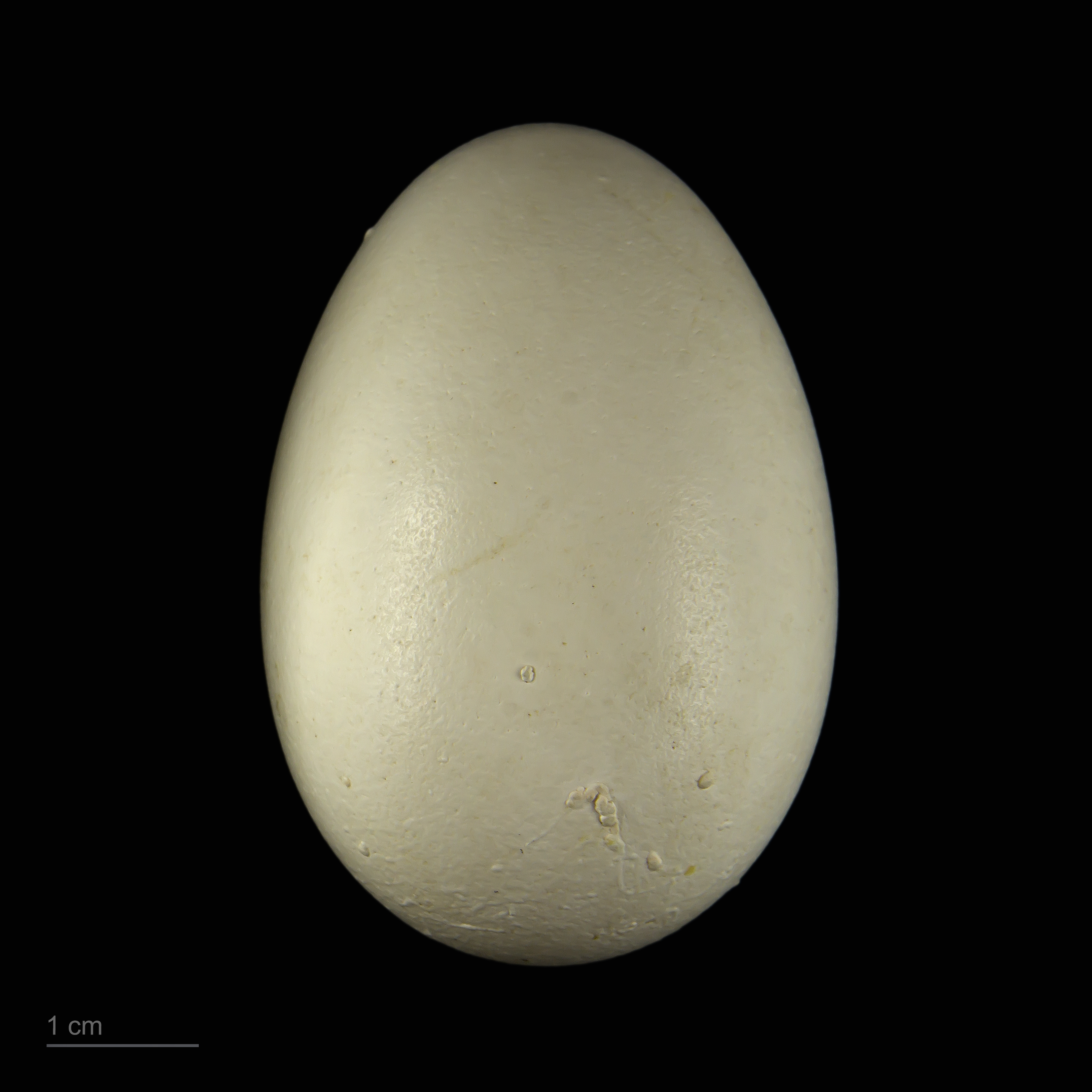
Œuf de Cacatua alba - Muséum de Toulouse

Il niche dans les cavités des arbres. La femelle pond en général 2 œufs que les deux parents couvent à tour de rôle pendant environ 28 jours. Les jeunes sortiront du nichoir au bout de 84 jours environ et seront indépendant 15 à 18 semaines après. Les jeunes atteignent la maturité sexuelle à 3 ou 4 ans.

## Statut à l'état naturel
Cette espèce est très menacée à l'état naturel, on ne la trouve plus que sur deux petites îles en Indonésie et ce cacatoès fait toujours l'objet d'un trafic animalier intense.

### StatutIUCN
- Cette espèce de Cacatuidae est classée « Menacée d'extinction » (EN) sur la liste rouge des espèces menacées de l'IUCN : « Cette espèce a connu un déclin rapide de ses populations, principalement en raison des niveaux insoutenables d'exploitation, et la baisse de ses effectifs devraient continuer très rapidement à l'avenir, en prévision d'un taux futur prévu de perte de forêt de son habitat et de la pression continue du commerce illégal. Il a donc été à réévaluer au statut de « Menacée d'extinction »[1] ».

## Captivité
Les cacatoès blancs sont relativement plus calmes que leurs congénères plus petits (comme les Cacatoès de Goffin), mais cela n'en fait pas des compagnons de tout repos pour autant. 
Les cacatoès ont besoin d'espaces de jeux qui leur sont clairement désignés : un parc de jeux garni est un minimum afin de l'empêcher de déprimer et de faire du picage (s'arracher volontairement les plumes). Si le perroquet n'a pas ses propres installations pour jouer, il s'attaquera au mobilier. Le perroquet devrait avoir plusieurs installations dans la maison, car il voudra suivre son propriétaire. C'est un perroquet très destructeur : il faut donc changer ses jouets le plus souvent possible, car aucun matériel ne lui résiste bien longtemps. L'amener à chercher sa nourriture est une bonne façon de l'occuper. 
Ce cacatoès a besoin d'un régime varié, car il lui est facile de devenir obèse. Le cacatoès ne devrait pas se nourrir que de graines car celles-ci ne feraient qu'engorger son foie, ce qui provoquerait une pousse anormale du bec de l'oiseau. Le cacatoès ne mange pas beaucoup. Il a ses préférences et choisit les graines, légumes et fruits avec attention en laissant dans le fond de l'auget les autres graines. 
Une volière de 4 m de longueur, 1,50 m de largeur et 2 m de hauteur devrait correspondre à ses besoins. Des nichoirs de type « tonneau » renforcé avec du fer et haut d'environ 70 cm seront nécessaires à leur reproduction. 
Les cacatoès demandent une bonne éducation impliquant l'apprentissage de l'autonomie facilitant les choses, mais cela n'enlèvera rien au fait que le cacatoès demande de l'attention humaine plusieurs heures par jour. Un cacatoès mal éduqué (surtout un mâle) peut devenir un animal dangereux, par sa taille, par sa force, et par son attitude combative.
Leur capacité à parler n'est pas très grande, mais ils peuvent néanmoins dire quelques mots, voire quelques phrases. 
Le Cacatoès à huppe blanche aime se baigner en été comme tous les autres oiseaux.